# Юй Хай
Юй Хай (кит.: 於海, нар. 4 червня 1987, Лоян) — китайський футболіст, нападник клубу «Шанхай Порт». Виступав за національну збірну Китаю.

## Клубна кар'єра
У дорослому футболі дебютував 2004 року виступами за команду клубу «Шеньсі Чаньба», в якій провів два сезони, взявши участь у 35 матчах чемпіонату.
Своєю грою за цю команду привернув увагу представників тренерського штабу клубу «Вітесс», до складу якого приєднався на початку 2007 року. Відіграв за команду з Арнема наступний рік своєї ігрової кар'єри, так й не ставши регулярним гравцем основного складу.
Тож 2009 року повернувся до «Шеньсі Чаньба», який на той час вже змінив назву на «Гуйчжоу Женьхе». Відтоді встиг відіграти за команду з Гуйяна 160 матчів в національному чемпіонаті.

## Міжнародна кар'єра
2009 року дебютував в офіційних матчах у складі національної збірної Китаю. Провів у формі головної команди країни 71 матч, забивши 11 голів.
У складі збірної був учасником кубка Азії з футболу 2011 року у Катарі, а також кубка Азії з футболу 2015 року в Австралії. На останньому турнірі став автором єдиного переможного голу китайців у їх першій грі групового етапу проти національної збірної Саудівської Аравії.

## Титули і досягнення
- Чемпіон Китаю (1):

«Шанхай Порт»: 2018
- Володар Кубка Китаю (1):

«Бейцзін Женьхе»: 2013
- Володар Суперкубка Китаю (2):

«Бейцзін Женьхе»: 2014
«Шанхай Порт»: 2019
Збірні
- Переможець Кубка Східної Азії: 2010